# Шварценбергер, Ильдико
Ильдико Тордаши-Шварценбергер (-Ковач) (венг. Ildikó Tordasi-Schwarczenberger (-Kovács); 9 сентября 1951, Будапешт, Венгрия — 13 июля 2015, там же) — венгерская фехтовальщица на рапирах, чемпионка летних Олимпийских игр в Монреале (1976), трёхкратный призёр Олимпийских игр.

## Спортивная карьера
Тренировалась под руководством Берталана Сёча. Выступала за будапештские клубы «Вёрёш Метеор» и MTK.
Была одной из самых именитых венгерских фехтовальщик, выиграв четыре олимпийские медали и 11 наград на чемпионатах мира.
Первый крупный международный успех пришёл к рапиристке в 1971 г., когда она стала победительницей в командных соревнованиях на первенстве мира в Вене, хотя за год до этого спортсменка стала серебряным призёром молодежных соревнований «Дружба-1970». В 1971 г. была признана молодежным «Спортсменом года» Венгрии.
Чемпионка Олимпийских игр в Монреале (1976) в личном первенстве по фехтованию на рапирах. Серебряный призёр летних Игр в Мюнхене (1972) в командном первенстве. Бронзовый призёр Олимпийских игр в Монреале (1976) и в Москве (1980) в командных соревнованиях.
Чемпионка мира на турнире в шведском Гётеборге (1973) в командных соревнованиях. Неоднократный призёр мировых первенств по фехтованию. Двукратный серебряный призёр Кубка мира в командном первенстве (1981 и 1982).
В 1973 и 1976 г. она была названа спортсменкой года Венгерской Народной Республики. Неоднократно получала титул фехтовальщик года (1973, 1976, 1977, 1979).
После завершения спортивной карьеры работала тренером в фехтовальном клубе МТК.